# Copa América 1999/Spiele
Dieser Artikel umfasst die Spiele der Copa América 1999 mit allen statistischen Details. Die Kader der 12 beteiligten Nationalmannschaften finden sich unter Copa América 1999/Kader.

## Gruppenphase

### Gruppe A

#### Peru – Japan 3:2 (0:1)
| Peru                                                     | Peru | Japan | Japan |
| -------------------------------------------------------- | --- | --- | ----- |
| Peru                                                     | \| 1. Gruppenphase \| \| 29. Juni 1999 in Asunción (Estadio Defensores del Chaco) \| \| Zuschauer: 45.000 \| \| Schiedsrichter: Byron Moreno ( Ecuador) \| | \| 1. Gruppenphase \| \| 29. Juni 1999 in Asunción (Estadio Defensores del Chaco) \| \| Zuschauer: 45.000 \| \| Schiedsrichter: Byron Moreno ( Ecuador) \| | Japan |
| Peru                                                     | Óscar Ibáñez – José Soto, Juan Reynoso, Miguel Rebosio, Jorge Soto – José Pereda 82., Roberto Palacios 46., Juan Jayo, Nolberto Solano – Flavio Maestri 82., Claudio Pizarro Reserve Roberto Holsen 46., Marko Ciurlizza 82., Juan Velásquez 82. Cheftrainer: Juan Carlos Oblitas ( Peru) | Seigō Narazaki – Shigeyoshi Mochizuki 65., Masami Ihara, Yutaka Akita, Toshihiro Hattori – Kazuaki Tasaka 30., Teruyoshi Itō, Hiroshi Nanami, Toshiya Fujita – Wagner Lopes 73., Shōji Jō Reserve Takashi Fukunishi 30., Atsuhiro Miura 65., Daisuke Oku 73. Cheftrainer: Philippe Troussier ( Frankreich) | Japan |
| Peru                                                     | 1:1 Jorge Soto (70.) 2:1 Holsen (74.) 3:2 Holsen (81., Kopfball) | 0:1 Lopes (6., Kopfball) 2:2 Miura (77., Elfmeter) | Japan |
| Peru                                                     | Reynoso, Jayo | | Japan |
| 1. Gruppenphase                                          | | |       |
| 29. Juni 1999 in Asunción (Estadio Defensores del Chaco) | | |       |
| Zuschauer: 45.000                                        | | |       |
| Schiedsrichter: Byron Moreno ( Ecuador)                  | | |       |

#### Paraguay – Bolivien 0:0
| Paraguay                                                 | Paraguay | Bolivien | Bolivien |
| -------------------------------------------------------- | --- | --- | -------- |
| Paraguay                                                 | \| 1. Gruppenphase \| \| 29. Juni 1999 in Asunción (Estadio Defensores del Chaco) \| \| Zuschauer: 42.000 \| \| Schiedsrichter: Mario Sánchez Yantén ( Chile) \| | \| 1. Gruppenphase \| \| 29. Juni 1999 in Asunción (Estadio Defensores del Chaco) \| \| Zuschauer: 42.000 \| \| Schiedsrichter: Mario Sánchez Yantén ( Chile) \| | Bolivien |
| Paraguay                                                 | Ricardo Tavarelli – Francisco Arce, Celso Ayala, Carlos Gamarra, Delio Toledo – Diego Gavilán, Julio Enciso, Roberto Acuña, Hugo Ovelar 46. – Roque Santa Cruz 76., Nelson Cuevas 46. Reserve Miguel Benítez 46., Mauro Caballero 46., Guido Alvarenga 76. Cheftrainer: Ever Hugo Almeida ( Paraguay) | José Fernández – Renny Ribera, Juan Peña, Marco Sandy, Iván Castillo – Luis Cristaldo, Vladimir Soria, Rubén Tufiño, Erwin Sánchez 79. – Limberg Gutiérrez 67., Víctor Antelo 46. Reserve Marco Etcheverry 46., Jaime Moreno 67., Milton Coimbra 79. Cheftrainer: Héctor Veira ( Argentinien) | Bolivien |
| Paraguay                                                 | Ayala | Antelo, Sandy | Bolivien |
| 1. Gruppenphase                                          | | |          |
| 29. Juni 1999 in Asunción (Estadio Defensores del Chaco) | | |          |
| Zuschauer: 42.000                                        | | |          |
| Schiedsrichter: Mario Sánchez Yantén ( Chile)            | | |          |

#### Peru – Bolivien 1:0 (0:0)
| Peru                                                    | Peru | Bolivien | Bolivien |
| ------------------------------------------------------- | --- | --- | -------- |
| Peru                                                    | \| 2. Gruppenphase \| \| 2. Juli 1999 in Asunción (Estadio Defensores del Chaco) \| \| Zuschauer: 42.000 \| \| Schiedsrichter: Luis Solórzano ( Venezuela) \| | \| 2. Gruppenphase \| \| 2. Juli 1999 in Asunción (Estadio Defensores del Chaco) \| \| Zuschauer: 42.000 \| \| Schiedsrichter: Luis Solórzano ( Venezuela) \| | Bolivien |
| Peru                                                    | Óscar Ibáñez – José Soto, Miguel Rebosio, Juan Reynoso, Jorge Soto – José Pereda, Roberto Palacios, Juan Jayo, Nolberto Solano 46. – Flavio Maestri 85., Claudio Pizarro 57. Reserve Marko Ciurlizza 46., Roberto Holsen 57., Ysrael Zúñiga 84. Cheftrainer: Juan Carlos Oblitas ( Peru) | José Fernández – Renny Ribera, Juan Peña, Marco Sandy, Iván Castillo – Luis Cristaldo 65., Vladimir Soria, Rubén Tufiño, Erwin Sánchez 82. – Limberg Gutiérrez 61., Jaime Moreno Reserve Marco Etcheverry 61., Fernando Ochoaizpur 65., Luis Liendo 82. Cheftrainer: Héctor Veira ( Argentinien) | Bolivien |
| Peru                                                    | 1:0 Zúñiga (87.) | | Bolivien |
| Peru                                                    | Holsen, Maestri | Soria, Sandy, Tufiño | Bolivien |
| Peru                                                    | Zúñiga (90.) | | Bolivien |
| 2. Gruppenphase                                         | | |          |
| 2. Juli 1999 in Asunción (Estadio Defensores del Chaco) | | |          |
| Zuschauer: 42.000                                       | | |          |
| Schiedsrichter: Luis Solórzano ( Venezuela)             | | |          |

#### Paraguay – Japan 4:0 (2:0)
| Paraguay                                                | Paraguay | Japan | Japan |
| ------------------------------------------------------- | --- | --- | ----- |
| Paraguay                                                | \| 2. Gruppenphase \| \| 2. Juli 1999 in Asunción (Estadio Defensores del Chaco) \| \| Zuschauer: 40.000 \| \| Schiedsrichter: Benito Archundia ( Mexiko) \| | \| 2. Gruppenphase \| \| 2. Juli 1999 in Asunción (Estadio Defensores del Chaco) \| \| Zuschauer: 40.000 \| \| Schiedsrichter: Benito Archundia ( Mexiko) \| | Japan |
| Paraguay                                                | Ricardo Tavarelli – Francisco Arce, Celso Ayala 51., Carlos Gamarra, Delio Toledo – Diego Gavilán 61., Julio Enciso, Roberto Acuña, Hugo Ovelar 76. – Roque Santa Cruz, Miguel Benítez Reserve Denis Caniza 51., Carlos Paredes 61., Nelson Cuevas 76. Cheftrainer: Ever Hugo Almeida ( Paraguay) | Yoshikatsu Kawaguchi – Naoki Sōma, Toshihide Saitō, Teruyoshi Itō, Yutaka Akita – Ryūzō Morioka, Masahiro Andō, Hiroshi Nanami 58., Takashi Fukunishi 24. – Wagner Lopes, Shōji Jō 67. Reserve Atsuhiro Miura 24., Toshiya Fujita 58., Kōta Yoshihara 67. Cheftrainer: Philippe Troussier ( Frankreich) | Japan |
| Paraguay                                                | 1:0 Benítez (18.) 2:0 Santa Cruz (40.) 3:0 Benítez (62.) 4:0 Santa Cruz (86.) | | Japan |
| Paraguay                                                | Jo, Saito | | Japan |
| 2. Gruppenphase                                         | | |       |
| 2. Juli 1999 in Asunción (Estadio Defensores del Chaco) | | |       |
| Zuschauer: 40.000                                       | | |       |
| Schiedsrichter: Benito Archundia ( Mexiko)              | | |       |

#### Bolivien – Japan 1:1 (0:0)
| Bolivien                                                    | Bolivien | Japan | Japan |
| ----------------------------------------------------------- | --- | --- | ----- |
| Bolivien                                                    | \| 3. Gruppenphase \| \| 5. Juli 1999 in Pedro Juan Caballero (Estadio Río Parapití) \| \| Zuschauer: 20.000 \| \| Schiedsrichter: Benito Archundia ( Mexiko) \| | \| 3. Gruppenphase \| \| 5. Juli 1999 in Pedro Juan Caballero (Estadio Río Parapití) \| \| Zuschauer: 20.000 \| \| Schiedsrichter: Benito Archundia ( Mexiko) \| | Japan |
| Bolivien                                                    | José Fernández – Renny Ribera 87., Juan Peña, Óscar Sánchez, Iván Castillo 75. – Luis Cristaldo, Rubén Tufiño, Erwin Sánchez – Limberg Gutiérrez, Víctor Antelo, Jaime Moreno 46. Reserve Gustavo Quinteros 46., Marco Etcheverry 75., Fernando Ochoaizpur 87. Cheftrainer: Héctor Veira ( Argentinien) | Seigō Narazaki – Ryūzō Morioka, Masami Ihara, Yutaka Akita, Toshihiro Hattori – Toshiya Fujita 64., Shigeyoshi Mochizuki, Hiroshi Nanami 70., Teruyoshi Itō – Wagner Lopes, Masayuki Okano 63. Reserve Shōji Jō 63., Daisuke Oku 64., Atsuhiro Miura 70. Cheftrainer: Philippe Troussier ( Frankreich) | Japan |
| Bolivien                                                    | 1:0 E. Sánchez (52.) | 1:1 Lopes (75., Elfmeter) | Japan |
| Bolivien                                                    | Peña, Gutiérrez | Morioka | Japan |
| Bolivien                                                    | O. Sánchez (44.) | Ihara (82.) | Japan |
| 3. Gruppenphase                                             | | |       |
| 5. Juli 1999 in Pedro Juan Caballero (Estadio Río Parapití) | | |       |
| Zuschauer: 20.000                                           | | |       |
| Schiedsrichter: Benito Archundia ( Mexiko)                  | | |       |

#### Paraguay – Peru 1:0 (0:0)
| Paraguay                                                    | Paraguay | Peru | Peru |
| ----------------------------------------------------------- | --- | --- | ---- |
| Paraguay                                                    | \| 3. Gruppenphase \| \| 5. Juli 1999 in Pedro Juan Caballero (Estadio Río Parapití) \| \| Zuschauer: 20.000 \| \| Schiedsrichter: Óscar Ruiz ( Kolumbien) \| | \| 3. Gruppenphase \| \| 5. Juli 1999 in Pedro Juan Caballero (Estadio Río Parapití) \| \| Zuschauer: 20.000 \| \| Schiedsrichter: Óscar Ruiz ( Kolumbien) \| | Peru |
| Paraguay                                                    | Ricardo Tavarelli – Francisco Arce, Denis Caniza, Carlos Gamarra, Delio Toledo – Diego Gavilán, Roberto Acuña, Julio Enciso – Hugo Ovelar 46., Miguel Benítez 70., Roque Santa Cruz Reserve Carlos Paredes 46., Mauro Caballero 70. Cheftrainer: Ever Hugo Almeida ( Paraguay) | Óscar Ibáñez – Luis Guadalupe, José Soto, Miguel Rebosio, Percy Olivares – Marko Ciurlizza, Juan Velásquez, José Pereda 82., Roberto Palacios 68. – Claudio Pizarro, Andrés Mendoza Reserve Roberto Holsen 68., Jorge Soto 82. Cheftrainer: Juan Carlos Oblitas ( Peru) | Peru |
| Paraguay                                                    | 1:0 Santa Cruz (88.) | | Peru |
| Paraguay                                                    | Arce, Gavilán | Palacios, Guadalupe | Peru |
| 3. Gruppenphase                                             | | |      |
| 5. Juli 1999 in Pedro Juan Caballero (Estadio Río Parapití) | | |      |
| Zuschauer: 20.000                                           | | |      |
| Schiedsrichter: Óscar Ruiz ( Kolumbien)                     | | |      |

### Gruppe B

#### Mexiko – Chile 1:0 (0:0)
| Mexiko                                                    | Mexiko | Chile | Chile |
| --------------------------------------------------------- | --- | --- | ----- |
| Mexiko                                                    | \| 1. Gruppenphase \| \| 30. Juni 1999 in Ciudad del Este (Estadio Antonio Aranda) \| \| Zuschauer: 20.000 \| \| Schiedsrichter: Horacio Elizondo ( Argentinien) \| | \| 1. Gruppenphase \| \| 30. Juni 1999 in Ciudad del Este (Estadio Antonio Aranda) \| \| Zuschauer: 20.000 \| \| Schiedsrichter: Horacio Elizondo ( Argentinien) \| | Chile |
| Mexiko                                                    | Jorge Campos – Pável Pardo, Rafael Márquez, Claudio Suárez, Salvador Carmona – Raúl Lara, Miguel Zepeda 46., García Aspe 78., Ramón Ramírez – Luis Hernández, Cuauhtémoc Blanco 80. Reserve Francisco Palencia 46., Joel Sánchez 78., Paulo Chávez 80. Cheftrainer: Manuel Lapuente ( Mexiko) | Marcelo Ramírez – Jorge Vargas, Miguel Ramírez, Francisco Rojas, Pedro Reyes – Nelson Parraguez, Clarence Acuña 74., Esteban Valencia 80., David Pizarro 65. – Iván Zamorano, Marcelo Salas Reserve Fabián Estay 65., Pedro González 74., Raúl Palacios 80. Cheftrainer: Nelson Acosta ( Uruguay) | Chile |
| Mexiko                                                    | 1:0 Hernández (59.) | | Chile |
| Mexiko                                                    | Zepeda, García Aspe | Acuña, Reyes | Chile |
| 1. Gruppenphase                                           | | |       |
| 30. Juni 1999 in Ciudad del Este (Estadio Antonio Aranda) | | |       |
| Zuschauer: 20.000                                         | | |       |
| Schiedsrichter: Horacio Elizondo ( Argentinien)           | | |       |

#### Brasilien – Venezuela 7:0 (2:0)
| Brasilien                                                 | Brasilien | Venezuela | Venezuela |
| --------------------------------------------------------- | --- | --- | --------- |
| Brasilien                                                 | \| 1. Gruppenphase \| \| 30. Juni 1999 in Ciudad del Este (Estadio Antonio Aranda) \| \| Zuschauer: 20.000 \| \| Schiedsrichter: Bonifacio Núñez ( Mexiko) \|                                                                 | \| 1. Gruppenphase \| \| 30. Juni 1999 in Ciudad del Este (Estadio Antonio Aranda) \| \| Zuschauer: 20.000 \| \| Schiedsrichter: Bonifacio Núñez ( Mexiko) \| | Venezuela |
| Brasilien                                                 | Dida – Cafu 77., Odvan, Antônio Carlos, Roberto Carlos 75. – Emerson, Vampeta, Rivaldo, Alex 70. – Márcio Amoroso, Ronaldo Reserve Ronaldinho 70., Serginho 75., Evanilson 77. Cheftrainer: Vanderlei Luxemburgo ( Brasilien) | Renny Vega – David McIntosh 46., Rolando Álvarez, José Rey, Jorge Rojas – Edson Tortolero, José Vera 65., Héctor Bidoglio, Gabriel Urdaneta – Daniel Noriega, Félix Hernández 60. Reserve Leopoldo Jiménez 46., Ruberth Morán 60., José Duno 65. Cheftrainer: José Pastoriza ( Argentinien) | Venezuela |
| Brasilien                                                 | 1:0 Ronaldo (28.) 2:0 Emerson (40., Kopfball) 3:0 Amoroso (54.) 4:0 Ronaldo (62.) 5:0 Ronaldinho (74.) 6:0 Amoroso (81.) 7:0 Rivaldo (82.)                                                                                    | | Venezuela |
| Brasilien                                                 | Emerson | Vera, Urdaneta | Venezuela |
| 1. Gruppenphase                                           | | |           |
| 30. Juni 1999 in Ciudad del Este (Estadio Antonio Aranda) | | |           |
| Zuschauer: 20.000                                         | | |           |
| Schiedsrichter: Bonifacio Núñez ( Mexiko)                 | | |           |

#### Chile – Venezuela 3:0 (2:0)
| Chile                                                    | Chile | Venezuela | Venezuela |
| -------------------------------------------------------- | --- | --- | --------- |
| Chile                                                    | \| 2. Gruppenphase \| \| 3. Juli 1999 in Ciudad del Este (Estadio Antonio Aranda) \| \| Zuschauer: 14.000 \| \| Schiedsrichter: Juan Luna ( Bolivien) \| | \| 2. Gruppenphase \| \| 3. Juli 1999 in Ciudad del Este (Estadio Antonio Aranda) \| \| Zuschauer: 14.000 \| \| Schiedsrichter: Juan Luna ( Bolivien) \| | Venezuela |
| Chile                                                    | Marcelo Ramírez – Jorge Vargas, Pedro Reyes, Miguel Ramírez, Raúl Palacios – Clarence Acuña, Mauricio Aros, Fabián Estay, José Sierra 46. – Iván Zamorano 75., Marcelo Salas Reserve Nelson Parraguez 46., Pedro González 75. Cheftrainer: Nelson Acosta ( Uruguay) | Renny Vega – Leopoldo Jiménez, Rolando Álvarez, José Rey, Miguel Echenausi – Edson Tortolero, José Vera. Héctor Bidoglio, Gabriel Urdaneta 60. – Ruberth Morán 55., Daniel Noriega 55. Reserve Juan García 55., Alexander Rondón 55., Félix Hernández 60. Cheftrainer: José Pastoriza ( Argentinien) | Venezuela |
| Chile                                                    | 1:0 Zamorano (4.) 2:0 Sierra (22.) 3:0 Tortolero (64., Eigentor) | | Venezuela |
| Chile                                                    | Salas | Rey, García | Venezuela |
| Chile                                                    | Salas (69.) | | Venezuela |
| Chile                                                    | Vargas (39.) | Alvarez (18.) | Venezuela |
| 2. Gruppenphase                                          | | |           |
| 3. Juli 1999 in Ciudad del Este (Estadio Antonio Aranda) | | |           |
| Zuschauer: 14.000                                        | | |           |
| Schiedsrichter: Juan Luna ( Bolivien)                    | | |           |

#### Brasilien – Mexiko 2:1 (2:0)
| Brasilien                                                | Brasilien | Mexiko | Mexiko |
| -------------------------------------------------------- | --- | --- | ------ |
| Brasilien                                                | \| 2. Gruppenphase \| \| 3. Juli 1999 in Ciudad del Este (Estadio Antonio Aranda) \| \| Zuschauer: 25.000 \| \| Schiedsrichter: Gustavo Méndez ( Uruguay) \|                                                                            | \| 2. Gruppenphase \| \| 3. Juli 1999 in Ciudad del Este (Estadio Antonio Aranda) \| \| Zuschauer: 25.000 \| \| Schiedsrichter: Gustavo Méndez ( Uruguay) \| | Mexiko |
| Brasilien                                                | Dida – Cafu, Odvan, Antônio Carlos, Roberto Carlos – Emerson, Vampeta, Alex 70., Rivaldo – Márcio Amoroso 80., Ronaldo 90. Reserve Flávio Conceição 78., Ronaldinho 80., João Carlos 90. Cheftrainer: Vanderlei Luxemburgo ( Brasilien) | Jorge Campos – Pável Pardo, Claudio Suárez, Joel Sánchez, Salvador Carmona – Paulo Chávez 46., Raúl Lara, García Aspe 46., Rafael García 64. – Luis Hernández, Cuauhtémoc Blanco Reserve Isaac Terrazas 46., Gerardo Torrado 46., Daniel Osorno 64. Cheftrainer: Manuel Lapuente ( Mexiko) | Mexiko |
| Brasilien                                                | 1:0 Amoroso (20.) 2:0 Alex (45.) | 2:1 Terrazas (74.) | Mexiko |
| Brasilien                                                | Odvan, Emerson, Antônio Carlos | García Aspe | Mexiko |
| Brasilien                                                | Rivaldo (82.) | | Mexiko |
| 2. Gruppenphase                                          | | |        |
| 3. Juli 1999 in Ciudad del Este (Estadio Antonio Aranda) | | |        |
| Zuschauer: 25.000                                        | | |        |
| Schiedsrichter: Gustavo Méndez ( Uruguay)                | | |        |

#### Mexiko – Venezuela 3:1 (3:0)
| Mexiko                                                   | Mexiko | Venezuela | Venezuela |
| -------------------------------------------------------- | --- | --- | --------- |
| Mexiko                                                   | \| 3. Gruppenphase \| \| 6. Juli 1999 in Ciudad del Este (Estadio Antonio Aranda) \| \| Zuschauer: 5.000 \| \| Schiedsrichter: Bonifacio Núñez ( Paraguay) \| | \| 3. Gruppenphase \| \| 6. Juli 1999 in Ciudad del Este (Estadio Antonio Aranda) \| \| Zuschauer: 5.000 \| \| Schiedsrichter: Bonifacio Núñez ( Paraguay) \| | Venezuela |
| Mexiko                                                   | Adolfo Ríos – Joel Sánchez, Sergio Almaguer 46., Paulo Chávez 63., Salvador Carmona – Rafael Garcí, Gerardo Torrado 46., Raúl Lara, Francisco Palencia – Daniel Osorno, Cuauhtémoc Blanco Reserve Salvador Cabrera 46., Claudio Suárez 46., Isaac Terrazas 63. Cheftrainer: Manuel Lapuente ( Mexiko) | Manuel Sanhouse – Héctor Bidoglio, José Rey, Leopoldo Jiménez, Miguel Vitali – José Duno 58., Miguel Echenausi, José Vera. Gabriel Urdaneta – Ruberth Morán 77., Daniel Noriega 62. Reserve Juan Arango 58., Cristian Cásseres 62., Juan García 77. Cheftrainer: José Pastoriza ( Argentinien) | Venezuela |
| Mexiko                                                   | 1:0 Blanco (21.) 2:0 Osorno (29., Kopfball) 3:0 Blanco (39., Kopfball) | 3:1 Urdaneta (72.) | Venezuela |
| Mexiko                                                   | Lara, Almaguer, Ríos, Osorno | Jiménez | Venezuela |
| Mexiko                                                   | Blanco (84.) | | Venezuela |
| 3. Gruppenphase                                          | | |           |
| 6. Juli 1999 in Ciudad del Este (Estadio Antonio Aranda) | | |           |
| Zuschauer: 5.000                                         | | |           |
| Schiedsrichter: Bonifacio Núñez ( Paraguay)              | | |           |

#### Brasilien – Chile 1:0 (1:0)
Aufgrund starken Nebels wurde die Partie in der 85. Minute abgebrochen.
| Brasilien                                                | Brasilien | Chile | Chile |
| -------------------------------------------------------- | --- | --- | ----- |
| Brasilien                                                | \| 3. Gruppenphase \| \| 6. Juli 1999 in Ciudad del Este (Estadio Antonio Aranda) \| \| Zuschauer: 10.000 \| \| Schiedsrichter: Horacio Elizondo ( Argentinien) \|                                                                      | \| 3. Gruppenphase \| \| 6. Juli 1999 in Ciudad del Este (Estadio Antonio Aranda) \| \| Zuschauer: 10.000 \| \| Schiedsrichter: Horacio Elizondo ( Argentinien) \| | Chile |
| Brasilien                                                | Dida – Evanilson, Odvan, João Carlos, Roberto Carlos – Flávio Conceição, Vampeta 16., Zé Roberto, Alex 73. – Ronaldo, Márcio Amoroso 46. Reserve Beto 16., Ronaldinho 46., Christian 73. Cheftrainer: Vanderlei Luxemburgo ( Brasilien) | Marcelo Ramírez – Moisés Villarroel 70., Pablo Contreras, Miguel Ramírez, Javier Margas – Francisco Rojas, Nelson Parraguez 46., Roberto Cartés, José Sierra – Iván Zamorano 46., Pedro González Reserve Claudio Núñez 65., Raúl Palacios 46., Mauricio Aros 70. Cheftrainer: Nelson Acosta ( Uruguay) | Chile |
| Brasilien                                                | 1:0 Ronaldo (36., Elfmeter) | | Chile |
| Brasilien                                                | Evanilson, Christian | Marcelo Ramírez, Zamorano, Contreras, González, Sierra | Chile |
| Brasilien                                                | González (74.) | | Chile |
| 3. Gruppenphase                                          | | |       |
| 6. Juli 1999 in Ciudad del Este (Estadio Antonio Aranda) | | |       |
| Zuschauer: 10.000                                        | | |       |
| Schiedsrichter: Horacio Elizondo ( Argentinien)          | | |       |

### Gruppe C

#### Kolumbien – Uruguay 1:0 (1:0)
| Kolumbien                                              | Kolumbien | Uruguay | Uruguay |
| ------------------------------------------------------ | --- | --- | ------- |
| Kolumbien                                              | \| 1. Gruppenphase \| \| 1. Juli 1999 in Asunción Estadio General Pablo Rojas() \| \| Zuschauer: 3.000 \| \| Schiedsrichter: Wilson de Souza ( Brasilien) \| | \| 1. Gruppenphase \| \| 1. Juli 1999 in Asunción Estadio General Pablo Rojas() \| \| Zuschauer: 3.000 \| \| Schiedsrichter: Wilson de Souza ( Brasilien) \| | Uruguay |
| Kolumbien                                              | Miguel Calero – Alexander Viveros, Jorge Bermúdez, Iván Córdoba, Rubiel Quintana – Jorge Bolaño, Harold Lozano, Freddy Grisales 80., Arley Betancourth – Víctor Bonilla 66., Hámilton Ricard 59. Reserve Johnnier Montaño 59., Henry Zambrano 66., Juan Ramírez 80. Cheftrainer: Javier Álvarez Arteaga ( Kolumbien) | Fabián Carini – Leonel Pilipauskas, Diego López, Alejandro Lembo, Federico Bergara 58. – Líber Vespa 46., Andrés Fleurquín 70., Fabián Coelho, Federico Magallanes – Gabriel Álvez, Marcelo Zalayeta Reserve Gianni Guigou 45., Christian Callejas 58., Fernando Picun 70. Cheftrainer: Víctor Púa ( Kolumbien) | Uruguay |
| Kolumbien                                              | 1:0 Bonilla (20.) | | Uruguay |
| Kolumbien                                              | Bermúdez, Bolaño, Betancourth | Magallanes, Fleurquin | Uruguay |
| Kolumbien                                              | Magallanes (90.) | | Uruguay |
| Kolumbien                                              | López (67.) | | Uruguay |
| 1. Gruppenphase                                        | | |         |
| 1. Juli 1999 in Asunción Estadio General Pablo Rojas() | | |         |
| Zuschauer: 3.000                                       | | |         |
| Schiedsrichter: Wilson de Souza ( Brasilien)           | | |         |

#### Argentinien – Ecuador 3:1 (1:0)
| Argentinien                                       | Argentinien | Ecuador | Ecuador |
| ------------------------------------------------- | --- | --- | ------- |
| Argentinien                                       | \| 1. Gruppenphase \| \| 1. Juli 1999 in Luque (Estadio Feliciano Cáceres) \| \| Zuschauer: 20.000 \| \| Schiedsrichter: Gilberto Hidalgo ( Peru) \| | \| 1. Gruppenphase \| \| 1. Juli 1999 in Luque (Estadio Feliciano Cáceres) \| \| Zuschauer: 20.000 \| \| Schiedsrichter: Gilberto Hidalgo ( Peru) \| | Ecuador |
| Argentinien                                       | Germán Burgos – Hugo Ibarra, Roberto Ayala, Walter Samuel, Javier Zanetti – Diego Simeone, Juan Sorín, Juan Riquelme 90., Gustavo López 67. – Guillermo Schelotto 75., Martín Palermo Reserve Andrés Guglielminpietro 67., Kily González 75., Diego Cagna 90. Cheftrainer: Marcelo Bielsa ( Argentinien) | José Cevallos – Iván Hurtado, Alberto Montaño, Hólger Quiñónez, Ulises de la Cruz – Fricson George, Jimmy Blandón, Héctor Carabalí 59., Luis Moreira 59. – Agustín Delgado 46., Ariel Graziani Reserve Iván Kaviedes 46., Álex Aguinaga 59., Jairon Zamora 59. Cheftrainer: Carlos Sevilla Dalgo ( Ecuador) | Ecuador |
| Argentinien                                       | 1:0 Simeone (12.) 2:0 Palermo (55.) 3:0 Palermo (61.) | 3:1 Kaviedes (77.) | Ecuador |
| Argentinien                                       | Samuel | Quiñónez | Ecuador |
| 1. Gruppenphase                                   | | |         |
| 1. Juli 1999 in Luque (Estadio Feliciano Cáceres) | | |         |
| Zuschauer: 20.000                                 | | |         |
| Schiedsrichter: Gilberto Hidalgo ( Peru)          | | |         |

#### Uruguay – Ecuador 2:1 (0:0)
| Uruguay                                           | Uruguay | Ecuador | Ecuador |
| ------------------------------------------------- | --- | --- | ------- |
| Uruguay                                           | \| 2. Gruppenphase \| \| 4. Juli 1999 in Luque (Estadio Feliciano Cáceres) \| \| Zuschauer: 18.000 \| \| Schiedsrichter: Mario Sánchez Yantén ( Chile) \| | \| 2. Gruppenphase \| \| 4. Juli 1999 in Luque (Estadio Feliciano Cáceres) \| \| Zuschauer: 18.000 \| \| Schiedsrichter: Mario Sánchez Yantén ( Chile) \| | Ecuador |
| Uruguay                                           | Fabián Carini – Leonel Pilipauskas, Fernando Picun, Alejandro Lembo, Federico Bergara 66. – Fabián Coelho 78., Andrés Fleurquín, Pablo García, Antonio Pacheco 65. – Gabriel Álvez, Marcelo Zalayeta Reserve Christian Callejas 65., Gianni Guigou 66., Líber Vespa 58. Cheftrainer: Víctor Púa ( Uruguay) | José Cevallos – Iván Hurtado, Alberto Montaño, Hólger Quiñónez, Ulises de la Cruz – Fricson George 66., Jimmy Blandón, Héctor Carabalí 61., Álex Aguinaga – Iván Kaviedes, Ariel Graziani 65. Reserve Jairon Zamora 61., Agustín Delgado 65., Luis Moreira 66. Cheftrainer: Carlos Sevilla Dalgo ( Ecuador) | Ecuador |
| Uruguay                                           | 1:0 Zalayeta (72.) 2:0 Zalayeta (74., Kopfball) | 2:1 Kaviedes (78.) | Ecuador |
| Uruguay                                           | Lembo | Carabalí, Zamora, Quiñónez | Ecuador |
| 2. Gruppenphase                                   | | |         |
| 4. Juli 1999 in Luque (Estadio Feliciano Cáceres) | | |         |
| Zuschauer: 18.000                                 | | |         |
| Schiedsrichter: Mario Sánchez Yantén ( Chile)     | | |         |

#### Kolumbien – Argentinien 3:0 (1:0)
| Kolumbien                                         | Kolumbien | Argentinien | Argentinien |
| ------------------------------------------------- | --- | --- | ----------- |
| Kolumbien                                         | \| 2. Gruppenphase \| \| 4. Juli 1999 in Luque (Estadio Feliciano Cáceres) \| \| Zuschauer: 18.000 \| \| Schiedsrichter: Ubaldo Aquino ( Paraguay) \| | \| 2. Gruppenphase \| \| 4. Juli 1999 in Luque (Estadio Feliciano Cáceres) \| \| Zuschauer: 18.000 \| \| Schiedsrichter: Ubaldo Aquino ( Paraguay) \| | Argentinien |
| Kolumbien                                         | Miguel Calero – Alexander Viveros, Jorge Bermúdez, Iván Córdoba, Rubiel Quintana – Jorge Bolaño, Freddy Grisales, Harold Lozano, Arley Betancourth 55. – Hámilton Ricard 77., Víctor Bonilla 66. Reserve Johnnier Montaño 55., Henry Zambrano 66., Edwin Congo 77. Cheftrainer: Javier Álvarez Arteaga ( Kolumbien) | Germán Burgos – Nelson Vivas 61., Roberto Ayala, Walter Samuel, Juan Sorín 46. – Javier Zanetti, Diego Simeone, Juan Riquelme – Guillermo Schelotto 68., Martín Palermo, Kily González Reserve Diego Cagna 46., Hugo Ibarra 61., Andrés Guglielminpietro 68. Cheftrainer: Marcelo Bielsa ( Argentinien) | Argentinien |
| Kolumbien                                         | 1:0 Córdoba (10., Elfmeter) 2:0 Congo (79.) 3:0 Montaño (87.) | | Argentinien |
| Kolumbien                                         | Ricard, Quintana, Calero | Vivas | Argentinien |
| Kolumbien                                         | Zanetti (69.) | | Argentinien |
| Kolumbien                                         | Ricard verschoss in der 47. Elfmeter | Palermo verschoss in der 5., 76., 90. Elfmeter | Argentinien |
| 2. Gruppenphase                                   | | |             |
| 4. Juli 1999 in Luque (Estadio Feliciano Cáceres) | | |             |
| Zuschauer: 18.000                                 | | |             |
| Schiedsrichter: Ubaldo Aquino ( Paraguay)         | | |             |

#### Kolumbien – Ecuador 2:1 (2:0)
| Kolumbien                                         | Kolumbien | Ecuador | Ecuador |
| ------------------------------------------------- | --- | --- | ------- |
| Kolumbien                                         | \| 3. Gruppenphase \| \| 7. Juli 1999 in Luque (Estadio Feliciano Cáceres) \| \| Zuschauer: 20.000 \| \| Schiedsrichter: Masayoshi Okada ( Japan) \| | \| 3. Gruppenphase \| \| 7. Juli 1999 in Luque (Estadio Feliciano Cáceres) \| \| Zuschauer: 20.000 \| \| Schiedsrichter: Masayoshi Okada ( Japan) \| | Ecuador |
| Kolumbien                                         | René Higuita – Jersson González, Pedro Portocarrero, Roberto Cortés, Mario Yepes – Juan Ramírez, Alexander Viveros, Freddy Grisales, Neider Morantes 68. – Henry Zambrano 60., Hámilton Ricard 64. Reserve Johnnier Montaño 60., Edwin Congo 64., Víctor Bonilla 68. Cheftrainer: Javier Álvarez Arteaga ( Kolumbien) | José Cevallos – Iván Hurtado, Franklin Anangonó, Alberto Montaño, Ulises de la Cruz – Dannes Coronel, Héctor Carabalí 46., Álex Aguinaga 70., Jimmy Blandón – Ariel Graziani, Iván Kaviedes 86. Reserve Marlon Ayoví 46., Wellington Sánchez 70., Nicolás Asencio 86. Cheftrainer: Carlos Sevilla Dalgo ( Ecuador) | Ecuador |
| Kolumbien                                         | 1:0 Morantes (37.) 2:0 Ricard (39.) | 2:1 Graziani (50.) | Ecuador |
| Kolumbien                                         | Anangonó | | Ecuador |
| 3. Gruppenphase                                   | | |         |
| 7. Juli 1999 in Luque (Estadio Feliciano Cáceres) | | |         |
| Zuschauer: 20.000                                 | | |         |
| Schiedsrichter: Masayoshi Okada ( Japan)          | | |         |

#### Argentinien – Uruguay 2:0 (1:0)
| Argentinien                                       | Argentinien | Uruguay | Uruguay |
| ------------------------------------------------- | --- | --- | ------- |
| Argentinien                                       | \| 3. Gruppenphase \| \| 7. Juli 1999 in Luque (Estadio Feliciano Cáceres) \| \| Zuschauer: 20.000 \| \| Schiedsrichter: Gilberto Hidalgo ( Peru) \| | \| 3. Gruppenphase \| \| 7. Juli 1999 in Luque (Estadio Feliciano Cáceres) \| \| Zuschauer: 20.000 \| \| Schiedsrichter: Gilberto Hidalgo ( Peru) \| | Uruguay |
| Argentinien                                       | Germán Burgos – Nelson Vivas, Roberto Ayala, Walter Samuel, Juan Sorín, – Diego Simeone, Diego Cagna 85., Juan Riquelme – Kily González, Guillermo Schelotto 76., Martín Palermo 78. Reserve Mauricio Pochettino 76., Gustavo López 78., Claudio Husaín 85. Cheftrainer: Marcelo Bielsa ( Argentinien) | Fabián Carini – Martín del Campo, Alejandro Lembo, Fernando Picun, Federico Bergara 58. – Líber Vespa, Andrés Fleurquín 46., Fabián Coelho, Federico Magallanes – Gabriel Álvez 46., Marcelo Zalayeta Reserve Gianni Guigou 46., Antonio Pacheco 46., Marcelo Romero 58. Cheftrainer: Víctor Púa ( Kolumbien) | Uruguay |
| Argentinien                                       | 1:0 González (1.) 2:0 Palermo (56.) | | Uruguay |
| Argentinien                                       | Palermo, Sorín | Coelho | Uruguay |
| Argentinien                                       | Vivas (73.) | | Uruguay |
| 3. Gruppenphase                                   | | |         |
| 7. Juli 1999 in Luque (Estadio Feliciano Cáceres) | | |         |
| Zuschauer: 20.000                                 | | |         |
| Schiedsrichter: Gilberto Hidalgo ( Peru)          | | |         |

## Finalrunde

### Viertelfinale

#### Mexiko – Peru 3:3 (2:3), 4:2 i.E.
| Mexiko                                                   | Mexiko | Peru | Peru |
| -------------------------------------------------------- | --- | --- | ---- |
| Mexiko                                                   | \| Viertelfinale \| \| 10. Juli 1999 in Asunción (Estadio Defensores del Chaco) \| \| Zuschauer: 45.000 \| \| Schiedsrichter: Wilson de Souza ( Brasilien) \| | \| Viertelfinale \| \| 10. Juli 1999 in Asunción (Estadio Defensores del Chaco) \| \| Zuschauer: 45.000 \| \| Schiedsrichter: Wilson de Souza ( Brasilien) \| | Peru |
| Mexiko                                                   | Jorge Campos – Ramón Ramírez, Claudio Suárez, Joel Sánchez 68., Rafael Márquez – Gerardo Torrado, Salvador Carmona, García Aspe 47., Miguel Zepeda – Luis Hernández, Francisco Palencia 88. Reserve Daniel Osorno 47., Rafael García 68., Isaac Terrazas 88. y Cheftrainer: Manuel Lapuente ( Mexiko) | Óscar Ibáñez – José Soto, Juan Reynoso, Miguel Rebosio, Jorge Soto – Juan Jayo, José Pereda, Nolberto Solano, Roberto Palacios 25. – Roberto Holsen, Flavio Maestri 79. Reserve Ysrael Zúñiga 25. 66., Marko Ciurlizza 66., Claudio Pizarro 79. Cheftrainer: Juan Carlos Oblitas ( Peru) | Peru |
| Mexiko                                                   | 1:2 Hernández (28.) 2:2 Hernández (33., Elfmeter) 3:3 Torrado (87.) | 0:1 Palacios (6.) 0:2 Pereda (15.) 2:3 Solano (40.) | Peru |
| Mexiko                                                   | Elfmeterschießen | | Peru |
| Mexiko                                                   | 1:0 Suárez 2:1 Terrazas 3:2 García 4:2 Zepeda | 1:1 Solano 2:2 Jorge Soto José Soto Reynoso | Peru |
| Mexiko                                                   | Torrado | Pereda, Palacios, Solano | Peru |
| Viertelfinale                                            | | |      |
| 10. Juli 1999 in Asunción (Estadio Defensores del Chaco) | | |      |
| Zuschauer: 45.000                                        | | |      |
| Schiedsrichter: Wilson de Souza ( Brasilien)             | | |      |

#### Uruguay – Paraguay 1:1 (0:1), 5:3 i.E.
| Uruguay                                                  | Uruguay | Paraguay | Paraguay |
| -------------------------------------------------------- | --- | --- | -------- |
| Uruguay                                                  | \| Viertelfinale \| \| 10. Juli 1999 in Asunción (Estadio Defensores del Chaco) \| \| Zuschauer: 45.000 \| \| Schiedsrichter: Óscar Ruiz ( Kolumbien) \| | \| Viertelfinale \| \| 10. Juli 1999 in Asunción (Estadio Defensores del Chaco) \| \| Zuschauer: 45.000 \| \| Schiedsrichter: Óscar Ruiz ( Kolumbien) \| | Paraguay |
| Uruguay                                                  | Fabián Carini – Martín del Campo, Fernando Picun, Alejandro Lembo 89., Federico Bergara 66. – Fabián Coelho, Andrés Fleurquín, Pablo García, Federico Magallanes – Gabriel Álvez 57., Marcelo Zalayeta Reserve Diego Alonso 57., Gianni Guigou 62., Diego López 89. Cheftrainer: Víctor Púa ( Uruguay) | Ricardo Tavarelli – Francisco Arce, Denis Caniza, Carlos Gamarra, Delio Toledo – Roberto Acuña, Julio Enciso, Carlos Paredes, Guido Alvarenga 67. – Miguel Benítez, Roque Santa Cruz 76. Reserve Hugo Ovelar 67., Mauro Caballero 76. Cheftrainer: Ever Hugo Almeida ( Paraguay) | Paraguay |
| Uruguay                                                  | 1:1 Zalayeta (65.) | 0:1 Benítez (15.) | Paraguay |
| Uruguay                                                  | Elfmeterschießen | | Paraguay |
| Uruguay                                                  | 1:0 Fleurquin 2:1 Guigou 3:2 Alonso 4:3 Zalayeta 5:3 Magallanes | 1:1 Acuña 2:2 Gamarra 3:3 Enciso Benítez | Paraguay |
| Uruguay                                                  | Fleurquin, García, Magallanes, Picún | Acuña | Paraguay |
| Viertelfinale                                            | | |          |
| 10. Juli 1999 in Asunción (Estadio Defensores del Chaco) | | |          |
| Zuschauer: 45.000                                        | | |          |
| Schiedsrichter: Óscar Ruiz ( Kolumbien)                  | | |          |

#### Chile – Kolumbien 3:2 (1:2)
| Chile                                              | Chile | Kolumbien | Kolumbien |
| -------------------------------------------------- | --- | --- | --------- |
| Chile                                              | \| Viertelfinale \| \| 11. Juli 1999 in Luque (Estadio Feliciano Cáceres) \| \| Zuschauer: 3.000 \| \| Schiedsrichter: Benito Archundia ( Mexiko) \| | \| Viertelfinale \| \| 11. Juli 1999 in Luque (Estadio Feliciano Cáceres) \| \| Zuschauer: 3.000 \| \| Schiedsrichter: Benito Archundia ( Mexiko) \| | Kolumbien |
| Chile                                              | Marcelo Ramírez – Raúl Palacios, Pedro Reyes, Miguel Ramírez, Jorge Vargas – Mauricio Aros, Clarence Acuña, Fabián Estay 80., José Sierra 65. – Iván Zamorano, Pedro González 75. Reserve David Pizarro 65., Roberto Cartés 80., Claudio Núñez 86. Cheftrainer: Nelson Acosta ( Uruguay) | Miguel Calero – Rubiel Quintana, Jorge Bermúdez, Iván Córdoba, Roberto Cortés – Jorge Bolaño 46., Freddy Grisales 70., Harold Lozano, Arley Betancourth – Víctor Bonilla, Hámilton Ricard 61. Reserve Juan Ramírez 46., Edwin Congo 61., Neider Morantes 70. Cheftrainer: Javier Álvarez Arteaga ( Kolumbien) | Kolumbien |
| Chile                                              | 1:1 Reyes (26.) 2:2 Reyes (50.) 3:2 Zamorano (65.) | 0:1 Bolaño (10.) 1:2 Bonilla (35.) | Kolumbien |
| Chile                                              | Acuña, Miguel Ramírez | Córdoba, Betancourt | Kolumbien |
| Viertelfinale                                      | | |           |
| 11. Juli 1999 in Luque (Estadio Feliciano Cáceres) | | |           |
| Zuschauer: 3.000                                   | | |           |
| Schiedsrichter: Benito Archundia ( Mexiko)         | | |           |

#### Brasilien – Argentinien 2:1 (1:1)
| Brasilien                                                 | Brasilien | Argentinien | Argentinien |
| --------------------------------------------------------- | --- | --- | ----------- |
| Brasilien                                                 | \| Viertelfinale \| \| 11. Juli 1999 in Ciudad del Este (Estadio Antonio Aranda) \| \| Zuschauer: 26.000 \| \| Schiedsrichter: Gustavo Méndez ( Uruguay) \| | \| Viertelfinale \| \| 11. Juli 1999 in Ciudad del Este (Estadio Antonio Aranda) \| \| Zuschauer: 26.000 \| \| Schiedsrichter: Gustavo Méndez ( Uruguay) \| | Argentinien |
| Brasilien                                                 | Dida – Cafu, João Carlos, Antônio Carlos, Roberto Carlos – Emerson, Flávio Conceição, Zé Roberto 73., Rivaldo – Márcio Amoroso 81., Ronaldo Reserve Marcos, Alex, César Belli, Beto 73., Christian 81., Evanilson , Odvan, Marcos Paulo, Ronaldinho, Serginho Cheftrainer: Vanderlei Luxemburgo ( Brasilien) | Germán Burgos – Mauricio Pochettino, Roberto Ayala, Walter Samuel, Juan Sorín 69. – Javier Zanetti, Diego Simeone 69., Juan Riquelme, Ariel Ortega – Martín Palermo, Kily González Reserve Pablo Aimar, Eduardo Berizzo, Albano Bizzarri, Diego Cagna 69., José Calderón, Andrés Guglielminpietro, Claudio Husaín, Hugo Ibarra, Gustavo López 69., Guillermo Schelotto Cheftrainer: Marcelo Bielsa ( Argentinien) | Argentinien |
| Brasilien                                                 | 1:1 Rivaldo (32.) 2:1 Ronaldo (48.) | 0:1 Sorín (10.) | Argentinien |
| Brasilien                                                 | Ronaldo, Roberto Carlos, Zé Roberto | Simeone, Burgos, Ortega, Palermo | Argentinien |
| Brasilien                                                 | Ayala verschoss in der 77. einen Elfmeter | | Argentinien |
| Viertelfinale                                             | | |             |
| 11. Juli 1999 in Ciudad del Este (Estadio Antonio Aranda) | | |             |
| Zuschauer: 26.000                                         | | |             |
| Schiedsrichter: Gustavo Méndez ( Uruguay)                 | | |             |

### Halbfinale

#### Uruguay – Chile 1:1 (1:0), 5:3 i.E.
| Uruguay                                                  | Uruguay | Chile | Chile |
| -------------------------------------------------------- | --- | --- | ----- |
| Uruguay                                                  | \| Halbfinale \| \| 13. Juli 1999 in Asunción (Estadio Defensores del Chaco) \| \| Zuschauer: 7.000 \| \| Schiedsrichter: Ubaldo Aquino ( Paraguay) \| | \| Halbfinale \| \| 13. Juli 1999 in Asunción (Estadio Defensores del Chaco) \| \| Zuschauer: 7.000 \| \| Schiedsrichter: Ubaldo Aquino ( Paraguay) \| | Chile |
| Uruguay                                                  | Fabián Carini – Martín del Campo, Alejandro Lembo, Fernando Picun, Federico Bergara 81. – Pablo García, Andrés Fleurquín 65., Fabián Coelho, Federico Magallanes – Gabriel Álvez 53., Marcelo Zalayeta Reserve Álvaro Núñez, Diego Alonso 53., Christian Callejas 81., Gianni Guigou 65., Diego López, Antonio Pacheco, Leonel Pilipauskas, Inti Podestá, Fabián Pumar, Marcelo Romero, Líber Vespa Cheftrainer: Víctor Púa ( Uruguay) | Marcelo Ramírez – Raúl Palacios, Pedro Reyes, Miguel Ramírez, Jorge Vargas – Clarence Acuña, Mauricio Aros, Fabián Estay, José Sierra 73. – Iván Zamorano 89., Marcelo Salas Reserve Nelson Tapia, Roberto Cartés, Pablo Contreras, Pedro González 89., Javier Margas, Claudio Núñez, David Pizarro 73., Francisco Rojas, Esteban Valencia, Moisés Villarroel Cheftrainer: Nelson Acosta ( Uruguay) | Chile |
| Uruguay                                                  | 1:0 Lembo (22., Kopfball) | 1:1 Zamorano (73., Kopfball) | Chile |
| Uruguay                                                  | Elfmeterschießen | | Chile |
| Uruguay                                                  | 1:0 del Campo 2:1 Guigou 3:1 Alonso 4:2 Zalayeta 5:3 Magallanes | 1:1 Vargas Aros 3:2 Pizarro 4:3 Reyes | Chile |
| Uruguay                                                  | Picún, García | Estay, Aros, Zamorano | Chile |
| Uruguay                                                  | Salasverschoss in der 26. einen Elfmeter | | Chile |
| Halbfinale                                               | | |       |
| 13. Juli 1999 in Asunción (Estadio Defensores del Chaco) | | |       |
| Zuschauer: 7.000                                         | | |       |
| Schiedsrichter: Ubaldo Aquino ( Paraguay)                | | |       |

#### Brasilien – Mexiko 2:0 (2:0)
| Brasilien                                                 | Brasilien | Mexiko | Mexiko |
| --------------------------------------------------------- | --- | --- | ------ |
| Brasilien                                                 | \| Halbfinale \| \| 14. Juli 1999 in Ciudad del Este (Estadio Antonio Aranda) \| \| Zuschauer: 10.000 \| \| Schiedsrichter: Byron Moreno ( Ecuador) \| | \| Halbfinale \| \| 14. Juli 1999 in Ciudad del Este (Estadio Antonio Aranda) \| \| Zuschauer: 10.000 \| \| Schiedsrichter: Byron Moreno ( Ecuador) \| | Mexiko |
| Brasilien                                                 | Dida – Cafu, João Carlos, Antônio Carlos, Roberto Carlos – Flávio Conceição 78., Emerson, Rivaldo, Zé Roberto – Márcio Amoroso 80., Ronaldo 75. Reserve Marcos, Alex 80., César Belli, Beto 78., Christian, Evanilson, Odvan, Marcos Paulo, Ronaldinho 75., Serginho Cheftrainer: Vanderlei Luxemburgo ( Brasilien) | Jorge Campos – Pável Pardo, Rafael Márquez, Claudio Suárez, Salvador Carmona – Isaac Terrazas 46., Gerardo Torrado, Francisco Palencia 54., Miguel Zepeda – Luis Hernández, Cuauhtémoc Blanco Reserve Oscar Pérez, Sergio Almaguer, Salvador Cabrera, Rafael García, García Aspe, Daniel Osorno 54., Ramón Ramírez 46., Adolfo Ríos, Joel Sánchez Cheftrainer: Manuel Lapuente ( Mexiko) | Mexiko |
| Brasilien                                                 | 1:0 Amoroso (24.) 2:0 Ronaldo (42.) | | Mexiko |
| Halbfinale                                                | | |        |
| 14. Juli 1999 in Ciudad del Este (Estadio Antonio Aranda) | | |        |
| Zuschauer: 10.000                                         | | |        |
| Schiedsrichter: Byron Moreno ( Ecuador)                   | | |        |

### Spiel um Platz 3

#### Mexiko – Chile 2:1 (1:0)
| Mexiko                                                   | Mexiko | Chile | Chile |
| -------------------------------------------------------- | --- | --- | ----- |
| Mexiko                                                   | \| 17. Juli 1999 in Asunción (Estadio Defensores del Chaco) \| \| Zuschauer: 4.000 \| \| Schiedsrichter: Horacio Elizondo ( Argentinien) \| | \| 17. Juli 1999 in Asunción (Estadio Defensores del Chaco) \| \| Zuschauer: 4.000 \| \| Schiedsrichter: Horacio Elizondo ( Argentinien) \| | Chile |
| Mexiko                                                   | Jorge Campos – Rafael Márquez, Claudio Suárez, Salvador Carmona, Miguel Zepeda – Gerardo Torrado, Ramón Ramírez, Rafael García 61., Francisco Palencia 66. – Luis Hernández, Cuauhtémoc Blanco 85. Reserve García Aspe 61., Isaac Terrazas 66., Pável Pardo 85. Cheftrainer: Manuel Lapuente ( Mexiko) | Marcelo Ramírez – Raúl Palacios, Miguel Ramírez 37., Pedro Reyes, Jorge Vargas 61. – Clarence Acuña, Mauricio Aros, Fabián Estay, José Sierra – Iván Zamorano, Pedro González 61. Reserve Pablo Contreras 37., Claudio Núñez 61., Esteban Valencia 61. Cheftrainer: Nelson Acosta ( Uruguay) | Chile |
| Mexiko                                                   | 1:0 Palencia (26.) 2:1 Zepeda (87.) | 1:1 Palacios (81.) | Chile |
| Mexiko                                                   | García Aspe, Hernández, Márquez | Palacios | Chile |
| 17. Juli 1999 in Asunción (Estadio Defensores del Chaco) | | |       |
| Zuschauer: 4.000                                         | | |       |
| Schiedsrichter: Horacio Elizondo ( Argentinien)          | | |       |

### Finale

#### Brasilien – Uruguay 3:0 (2:0)
| Brasilien                                                | Brasilien | Uruguay | Uruguay |
| -------------------------------------------------------- | --- | --- | ------- |
| Brasilien                                                | \| 18. Juli 1999 in Asunción (Estadio Defensores del Chaco) \| \| Zuschauer: 30.000 \| \| Schiedsrichter: Óscar Ruiz ( Kolumbien) \| | \| 18. Juli 1999 in Asunción (Estadio Defensores del Chaco) \| \| Zuschauer: 30.000 \| \| Schiedsrichter: Óscar Ruiz ( Kolumbien) \| | Uruguay |
| Brasilien                                                | Dida – Cafu, João Carlos, Antônio Carlos, Roberto Carlos – Flávio Conceição, Emerson, Rivaldo, Zé Roberto – Márcio Amoroso, Ronaldo Reserve Marcos, Alex, César Belli, Beto, Christian, Evanilson, Odvan, Marcos Paulo, Ronaldinho, Serginho, Vampeta Cheftrainer: Vanderlei Luxemburgo ( Brasilien) | Fabián Carini – Martín del Campo, Fernando Picun, Alejandro Lembo, Federico Bergara 74. – Fabián Coelho 56., Andrés Fleurquín, Líber Vespa 46., Christian Callejas – Federico Magallanes, Marcelo Zalayeta Reserve Diego Alonso, Gabriel Álvez 56., Gianni Guigou 74., Diego López, Antonio Pacheco 46., Leonel Pilipauskas, Inti Podestá, Fabián Pumar, Marcelo Romero Cheftrainer: Víctor Púa ( Kolumbien) | Uruguay |
| Brasilien                                                | 1:0 Rivaldo (20., Kopfball) 2:0 Rivaldo (27.) 3:0 Ronaldo (46.) | | Uruguay |
| Brasilien                                                | Flávio Conceição, João Carlos | Callejas, Vespa, Guigou | Uruguay |
| 18. Juli 1999 in Asunción (Estadio Defensores del Chaco) | | |         |
| Zuschauer: 30.000                                        | | |         |
| Schiedsrichter: Óscar Ruiz ( Kolumbien)                  | | |         |